# Вон Джон Сик
Вон Джон Сик (кор. 원정식; род. 9 декабря 1990, Чхорвон, Канвондо, Республика Корея) — южнокорейский тяжелоатлет, участник Олимпийских игр 2012 и 2016 в категории до 69 кг, чемпион мира 2017, призёр чемпионата мира 2018 года.

## Карьера
В 2010 году занял 6-е место на Азиатских играх. В 2011 году стал вице-чемпионом Универсиады и 6-м на чемпионате мира. В 2012 году занял 5-е место на чемпионате Азии. На Олимпийских играх 2012 года занял 7-е место.
В начале ноября 2018 года на чемпионате мира в Ашхабаде, корейский спортсмен, в весовой категории до 73 кг., завоевал серебряную медаль мирового первенства, сумев взять общий вес 348 кг. Выполняя упражнение толчок корейский спортсмен также стал вторым. Примечательно, что атлет выступал в финале B.